# Elizabeth King (artista)
Elizabeth King es una escultora y escritora estadounidense conocida por sus esculturas figurativas móviles que ha utilizado en animaciones de fotogramas. Su trabajo combina la precisión artesanal, la mecánica elemental y las tecnologías digitales y electrónicas, aplicadas en esculturas de figuras medias o completas (generalmente a escala media), cabezas, brazos y manos, o incluso simplemente ojos.

## Educación y primeros años de carrera
King nació en Ann Arbor, Míchigan en 1950 y estudió en el Instituto de Arte de San Francisco, obteniendo los títulos de BFA (1972) y MFA (1973) en escultura.  Comenzó a llamar la atención en la década de 1970 por sus obras teatrales y de estilo tableaux en exposiciones en el Richmond Art Center, el Museo de Oakland, el Museo de Arte de San José, el Museo de Arte Moderno de San Francisco y la Galería Hansen-Fuller, entre otros. Este trabajo combinaba materiales encontrados y objetos artesanales y empleaba títeres de estilo marioneta (a menudo cabezas caricaturescas unidas a cuerpos esqueléticos articulados), elementos cinéticos y participativos, y narrativa. Las críticas las compararon con los juegos de arcada tipo musée mécanique de principios del siglo XX, con operación y escala de juguete, pero que involucraban temas de dolor y aislamiento, así como maravilla por el funcionamiento del cuerpo humano. Por ejemplo, la obra Theater (1972-3) consistía en una caja de madera articulada unida a una silla que se cerraba alrededor de la cabeza del espectador y contenía un "escenario" de teatro mecanizado en miniatura con un títere de una anciana; sugiere una metáfora de la interioridad (estar "dentro de la cabeza") o la noción del "teatro cartesiano": el cerebro como una cámara privada ocupada por un homúnculo. 
En 1983, King y su esposo, el escultor Carlton Newton, se mudaron a Williamsburg, Virginia, para aceptar puestos de enseñanza.  Se unió al Departamento de Escultura y Medios Extendidos de la Universidad de Virginia Commonwealth en 1985, enseñando allí hasta su jubilación en 2015. En su arte, King se había vuelto casi exclusivamente a las esculturas figurativas en la década de 1980, produciendo obras íntimamente escaladas que perfeccionó gradualmente mediante el perfeccionamiento de oficios tradicionales como la talla, el modelado, la fundición en bronce, la porcelana, la carpintería y la fabricación de ojos de cristal. En estas obras modeladas sobre sí misma y sus familiares femeninas (por ejemplo, Portrait of M, 1983), incorporó un nivel creciente de realismo y un rango de movimiento más completamente articulado que recuerda a los autómatas del siglo XVIII en lugar de muñecas o títeres. Una de estas obras, la figura medio cuerpo Pupil (1987-90), continuaría apareciendo en varias obras de instalación, animación y fotografía posteriores.